# Palazzo Saltykov
Il Palazzo Saltykov (in russo особняк Салтыкова?) è un palazzo di stile neoclassico posto a San Pietroburgo. Alcuni mesi prima della sua morte, la zarina Caterina II di Russia donò il palazzo al principe Nikolaj Ivanovič Saltykov, tutore dei suoi figli.

## Storia
Caterina II di Russia concesse un appezzamento di terreno al suo segretario personale, Pëtr Soimonov, che ben presto lo vendette al ricco mercante olandese Philipp Grootten (1748-1815). Questi chiese all'architetto italiano Giacomo Quarenghi di costruire per lui un palazzo con una facciata di stile neoclassico che si potesse vedere dal fiume Neva.

Nel 1793 Grootten vendette il palazzo a un altro mercante, Thomas Sievers, che a sua volta lo vendette poi alla principessa Ekaterina Petrovna Bariatynskaia. 

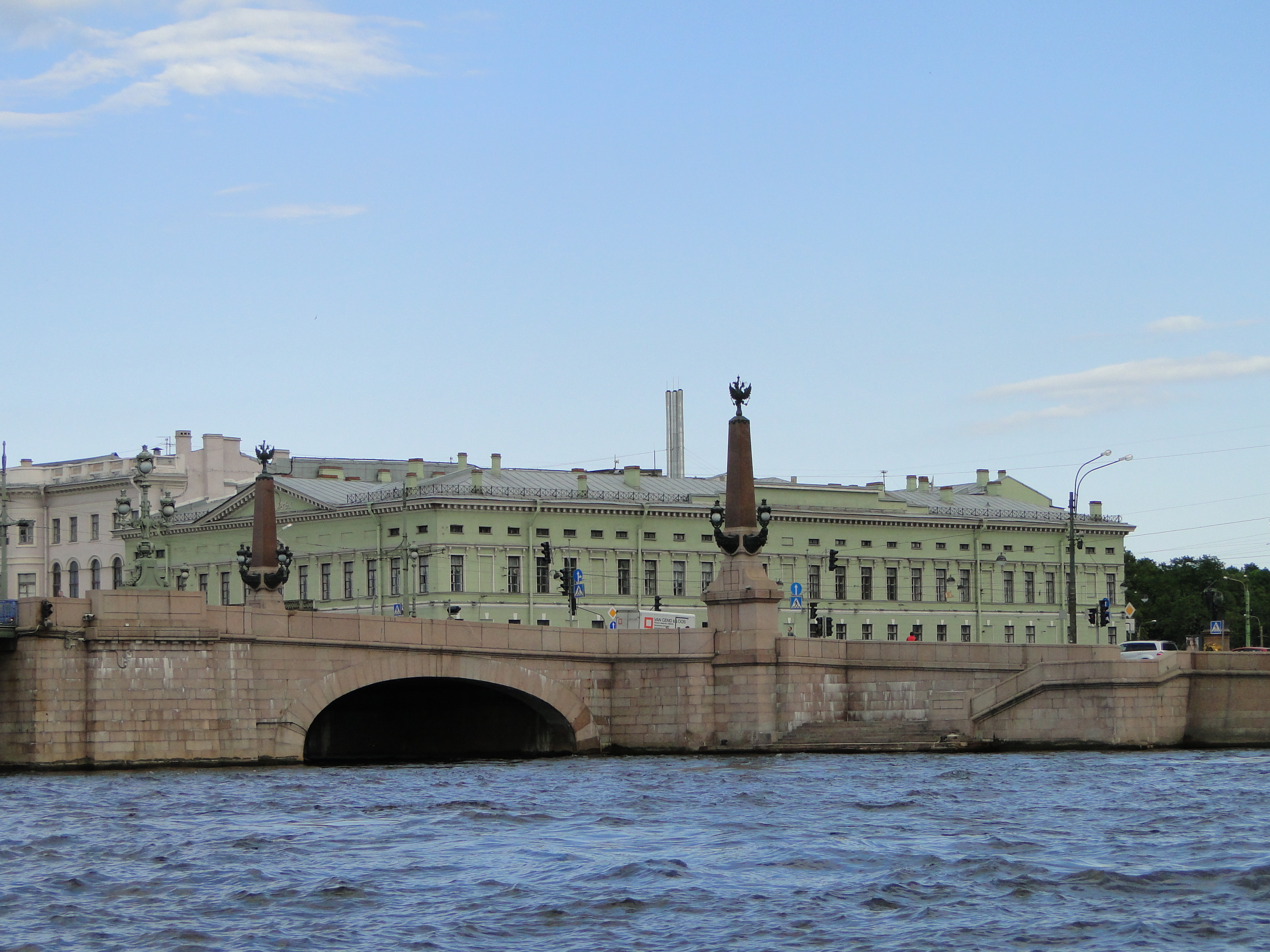
Il fronte verso il fiume Neva con il ponte della Trinità

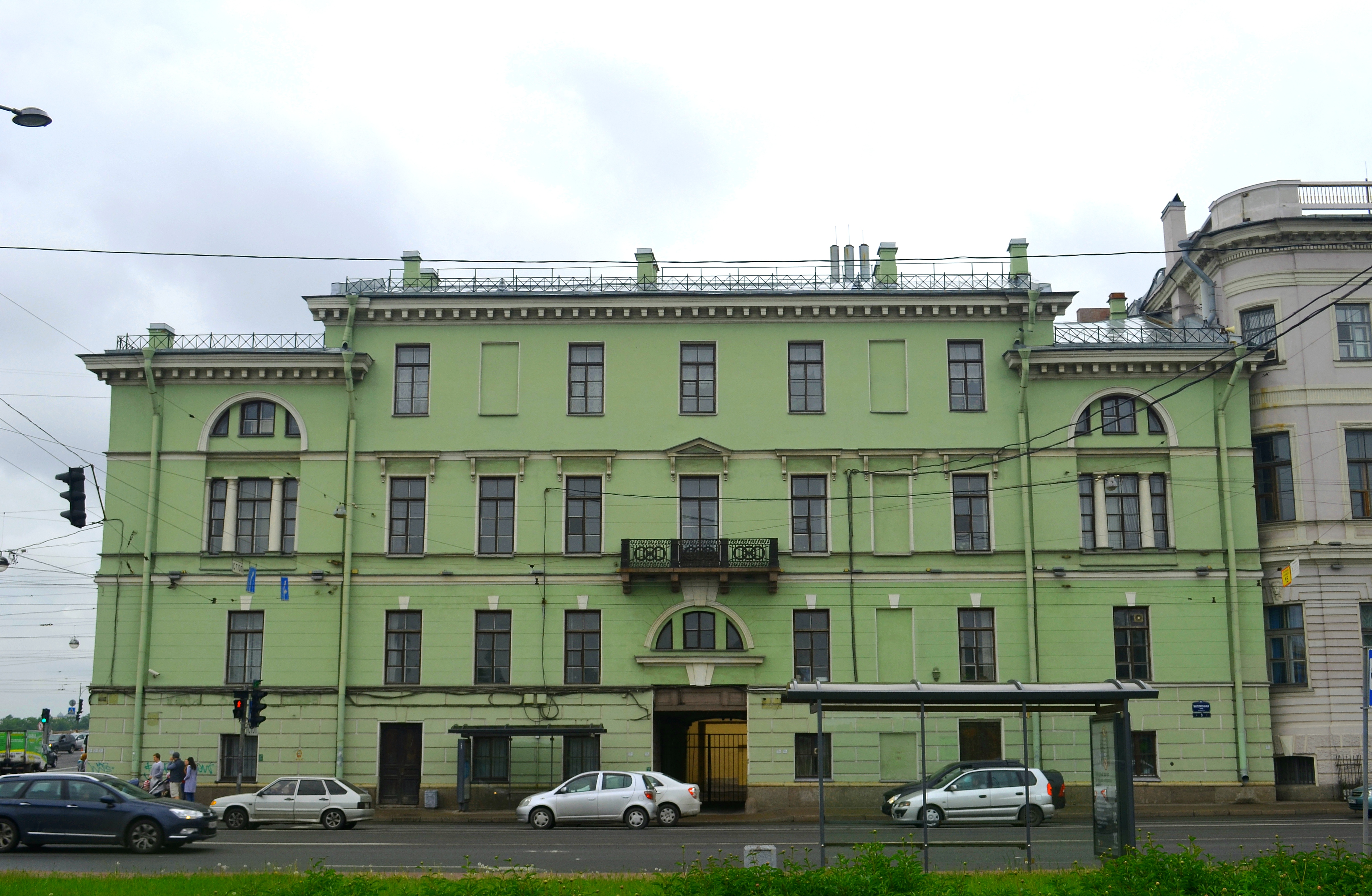
La facciata sud del palazzo

Nel 1796, il palazzo divenne proprietà del conte (poi principe) Nikolaj Ivanovič Saltykov, gran maestro ad interim del Sovrano Militare Ordine di Malta. Per più di un secolo (dal 1796 al 1918) il palazzo rimase di proprietà della famiglia Saltykov.
Nel 1828 i Saltykov affittarono il palazzo arredato ad altre alte personalità dell'impero ed in particolare venne affittato al governo austriaco che vi impiantò la propria ambasciata nella capitale russa. Dal settembre del 1831, e per undici anni consecutivi, palazzo Saltykov fu residenza dell'ambasciatore austriaco Karl Ludwig von Ficquelmont (1777-1857).
Palazzo Saltykov ospitò nel contempo due dei salotti più rinomati della Russia dell'epoca: la sera teneva salotto la moglie del Filquemont, Dolly (1804-1863), mentre la mattina sua madre Elizaveta Michajlovna Kutuzova (figlia del celebre generale Kutuzov). Il conte venne richiamato a Vienna nel 1840, ma il governo austriaco continuò a prendere in affitto palazzo Saltykov per l'ambasciata sino al 1855.
Successivamente, il secondo e il terzo piano del palazzo vennero affittati al diplomatico danese Otten Plessen. Nel 1863, il governo inglese prese in affitto l'intero palazzo e vi tenne ambasciata sino al 1918.

## Architettura
Palazzo Saltykov è posto al centro di San Pietroburgo. Esso si trova nella Piazza Suvorov, nei pressi del Ponte della Trinità tra la riva sud del fiume Neva ed il campo di Marte della città. Davanti alla struttura si trova il Lungoneva del Palazzo mentre sul retro scorre la via Millionnaya. Il fronte verso la Neva era particolarmente apprezzato come vista dall'aristocrazia russa dell'epoca.
La facciata è un notevole esempio di architettura palladiana in Russia. Questo stile, importato da architetti stranieri, in particolare durante il regno di Caterina II di Russia, divenne molto di moda negli anni '80 del Settecento quando il palazzo venne costruito.
La facciata, semplice nelle sue modanature, combina proporzioni armoniche con ornamenti discreti che evidenziano i pochi elementi decorativi presenti, come la balconata presente al piano nobile.